# Fred Lebow
Fred Lebow (3 de junho de 1932 – 9 de outubro de 1994), seu nome de registro é Fischel Lebowitz, era um corredor ávido e fundador da Maratona de Nova York.  Nasceu na cidade de Arad, na Roménia, ele presidiu e transformou uma corrida com 55 finalistas em 1970 para uma das maiores maratonas do mundo com mais de 43.660 finalistas em 2009. Ele foi postumamente introduzido na lista da "National Distance Running Hall of Fame" em 2001.
Lebow correu na maratona inaugural em 1970, terminando no 45º lugar de um total de 55 corredores, com o tempo de 4:12:09. Ele correu a sua última Maratona de Nova York em 1 de novembro de 1992, em comemoração ao seu aniversário de 60 anos, após ser diagnosticado com câncer no cérebro no início de 1990, com sua querida amiga Grete Waitz, que foi 9 vezes campeã feminina na Maratona de Nova York. Desta vez Lebow fez o tempo de 05:32:35.
Durante sua carreira, ele completou 69 maratonas em 30 países. Junto com a Maratona de Nova York, ele também organizou o "Empire State Building Run Up", a "Fifth Avenue Mile", e a "Crazy Legs Mini Marathon", a primeira prova estritamente feminina. Lebow também foi presidente da "New York Road Runners Club" por vinte anos.
Seu serviço memorial na linha de chegada da Maratona de Nova York reuniu uma multidão de 3.000 pessoas que foi, na época, a maior reunião memorial no Central Park desde a morte de John Lennon.

## Legado
Em 1991, Lebow criou o "Fred's Friends" a primeira associação oficial de caridade da Maratona de Nova York. O programa solicita aos corredores de maratona para arrecadarem fundos para pesquisa do câncer.
Em 1995, "Fred's Team" foi criada em homenagem a Fred Lebow. Todos os anos, centenas de atletas de todas os níveis integram a Fred's Team para competir em maratonas, meias-maratonas, triatlos, corridas de bicicleta e outros eventos de resistência ao redor do mundo para arrecadar fundos para pesquisas pioneiras no "Memorial Sloan-Kettering Cancer Center". Desde 1995, a equipe de Fred levantou mais de US $ 46 milhões, e milhares de atletas experimentaram a recompensa pessoal de treinamento, competindo, e levantando fundos para a investigação fundamental que mudou e salvou vidas.
Em homenagem a Lebow, uma escultura dele foi criada por Jesus Ygnacio Dominguez. Inaugurada em 4 de novembro de 1994, que retrata Lebow marcando o tempo dos corredores com o relógio. Em 2001, a estátua foi transferida para sua sede permanente no East Side Central Park Drive at 90th St. Every year, no entanto, a estátua é movida de local local em vista da linha de chegada da Maratona.

## Na cultura popular
O filme "Run for Your Life" conta a história de Lebow e da Maratona de Nova York.

## Ligações Externas
- Run for Your Life Documentário produzido por Judd Ehrlich sobre a vida de Fred Lebow.
- Fred Lebow no "National Distance Running Hall of Fame"
- Fred Lebow's Race To The Finish
- Fred Lebow's last NY marathon
- Fred Lebow (em inglês) no Find a Grave [fonte confiável?]